# Bret Easton Ellis
Bret Easton Ellis (7 de Março de 1964, Los Angeles, California) é um escritor norte-americano, considerado um dos autores mais representativos da Geração X, e também um do grupo denominado Brat Pack, que também inclui Tama Janowitz e Jay McInerney. Intitula-se a si mesmo de moralista, embora seja referido muitas vezes como nihilista. Os seus personagens são jovens, geralmente gente vã, que reconhece a sua própria depravação mas que escolhe mantê-la e tirar dela prazer. Os seus romances estão interrelacionados por personagens recorrentes e locais distópicos como Los Angeles e Nova Iorque.

## Obras
- Less Than Zero (1985). Em Português Menos que zero
- The Rules of Attraction (1987). Em Português As regras da atracção
- American Psycho (1991). Em Português Psicopata Americano
- The Informers (contos interligados, 1994)
- Glamorama (1998). Em Português Glamorama
- Lunar Park (2005). Em Português Luna park
- Imperial Bedrooms Sequela a Less Than Zero (2010). Em Português Quatro imperiais: romance